# 風の住処
『風の住処 -銀河標準時-』（かぜのすみか ぎんがひょうじゅんじ）は、メディアワークス社のコミック電撃大王に連載されていた、山下いくとの漫画。
電撃大王創刊号(当時は季刊誌)から12号まで3年間に渡り、11話＋ナイフエッジが掲載され、完結した。未単行本化。
2008年には仮想現実を主題にしたコミックのはしりとして大阪大学・バーチャルリアリティ研究学会誌に山下いくと自らが寄稿、注目を集めた。

## 概要
いつかは分からない遠い未来。いずこかの宇宙の、とある恒星系の一惑星。宇宙を旅していた半女性型機械人形ライプニッツはその惑星に降り立ち、砂漠を彷徨う少女エニョンと出会う。少女はライプニッツと出会い、そして物語が始まる。

## 登場人物
エニョン
舞台となる惑星の少女。その惑星の整然とした他の個体に比べて、感情の起伏が激しく、それ故に悩み、迷走する。
ライプニッツ
半女性型機械人形。LERAシリーズ4番目の機体。心理的にも形態にもさまざまな変遷を経て宇宙世紀を550年間渡ってきた。
ライプニッツ（4本の手をもつ個体）
4枚翼のライプニッツ。エニョンの星にたどり着いた個体。
ホワイティ
1枚翼のライプニッツ。サーフボード状の飛行翼を背中に備えている。
劇中では何者かの支配下にあり、AMアマランスを破壊しようとしている。実体を持たない情報都市の存在意義を巡り、度々エニョンと対峙・激突することになる。
カーマイン
6枚翼のライプニッツ。いつも微笑みを絶やさない。AMアマランス内をガイドしてくれる水先案内人。
両足にそれぞれ備えられたフィールド誘起コイルと、そこから伸びる3対の羽を展開して飛行する。
情報のカオスから得体の知れない娯楽情報をサルベージすることを趣味としているらしい(3～4話)。
ラピスラズリ
ライプニッツが生まれた当時を指定して名付けられた個体の名前。
ユミ・エルマ
6歳のときに、飛ばされた風船を取ってもらったことによりライプニッツと出会う。AMアマランスには3回立ち寄る。71歳没。
ユミ・カンナ・エルマ・メモリア
ユミ・エルマが6歳のときにAMアマランスを来訪したときのセーブデータ。ライプニッツが初めて出会ったときの姿。
ユミ・カンナ・エルマ（カンナ(10月)）
ユミ・エルマが6歳のときにAMアマランスを来訪したときのデータの現在進行形。
ユミ・キサラ・エルマ（キサラ(9月)）
ユミ・エルマが12歳のときにAMアマランスを来訪したときのデータの現在進行形。
ユミ・カグラ・エルマ（カグラ(11月)）
ユミ・エルマが18歳のときにAMアマランスを来訪したときのデータの現在進行形。
オビター
ライプニッツのサポートモジュール。
エリノツカ・サラ
「アザ・スペース」のキャスター。
トリステア
トリステア夫妻の夫。AMアマランスきっての冒険家。
リズ
トリステア夫妻の妻。Aフラットエコーの精神の持ち主。
ハサン

カフディ

テルヒコ

エリゼ

ジョン＝パトリクス

リスピア
オルフタニア人の少女。第一話に少しだけ登場。
ヒロ
ユミ・エルマの孫。

### ＜KNIFEEDGE＞
Minami=Kazamatsuri
ミナミ風祭。シエラコーポレーションのある部門の開発部所属。プロジェクト10（レラ計画）のメインスタッフ。
LERA NO.4 LEIBNIZ + ORBITER

H・B=Gamuse

Author type010 「SQUIRREL」

A・S・A・S・H・W 「APPLE-II」 ARMED MAX

Dr.スミス

ユミ=エルマ
タクミ=エルマの長女。
タクミ=エルマ
ユミ=エルマの母。
リベルター
晶結されたまま。
なーう゛ん君

なおちゃん

らぱりーが

タツマキ娘
ライプニッツのこと。

## 固有名詞
AMアマランス（AM AMARANCE）
五角形の集合体をしたバーチャルシティ。宇宙世紀の初期に作られ、宇宙世紀後期まで火星上に存在した。
ライプニッツがカーマインとしての姿で2回目に接触したときに、AMアマランスの危機的状況に際して都市そのものを彼女の心理環境に移植することを提案し、実行に移す。つまり、劇中時現在はライプニッツ内にある。
名前の由来であるアマランス(アマランサス)はギリシア神話に登場する枯れない花、アマラントスに由来し、作中に於いて情報生命体として半永久的に生きる街の住人達を象徴していると思われる。また、街であるアマランス自体は『記憶の壺』や『花瓶』と称されたこともあった。
AMアマランスのAMとはずばり午前のAMであり、街の旧名であるシェイドオブツリーから現在のアマランスへ至る市民会議の際、その日の午前中に決定された為である。
劇中のアマランスの綴りはほとんどがAMARANCEだが、一部AMARANTHの表記のところもありどちらが劇中として正しいのかは不明。英語の正しい綴りはAMARANTH。
南東門の賢者
ライプニッツのこと。
ショートコード
短絡券。情報都市というAMアマランスの特性を活かし、徒歩や交通機関という概念を一切無視して任意の場所への瞬間移動が可能となるチケットのようなもの。ただし配給制の回数券方式であり、その理由は作中において後々語られることになる。
プラ=スコ ～ PLUS DIVER SQUADRON = プラスダイバースクォドロン
バーチャルゲームのキャラクター。